# Star Wars Galaxies
Star Wars Galaxies (ofte omtalt som SWG eller Galaxies af fans) er et Star Wars-baseret MMORPG, udviklet af Sony Online Entertainment og udgivet af LucasArts. Det grundlæggende spil, med titlen Star Wars Galaxies: An Empire Divided, udkom den 26. juni 2003. Blev lukket ned 15. december 2011

## Gameplay
Det er som næsten alle MMORPG: Du vælger en af de racer der er, i Star Wars Galaxies er der 10 forskellige racer, derefter vælger du en af de 9 klasser, derefter skal du enten igennem en træning (du kan ikke slå den fra første gang du spiller) ellers starter du på Tatooine i Mos Eisley og så skal du bare stige level (Man kan højest blive level 90). Du kan også blive pilot enten for oprørerne, Imperiet eller du kan være en freelance pilot, som ikke er knyttet til nogle af dem, men heller ikke bliver skudt ned af dem.
Indhold:
- Underhold dine venner som musiker eller danser og inspirér dem, så de bliver stærkere i kamp eller bedre til at bygge ting.
- Deltag i Heroiske udfordringer sammen med andre spillere på land og i rummet.
- Deltag i kamp mod andre spillere i Guildwars eller som Officer i hæren, på land og i rummet.
- Saml Badges og gennemfør opgaver for at få extra belønninger.
- Opbyg din egen by sammen med dine venner og dekorer dine huse. Deklarer byen for tilhænger af Oprørerne eller Imperiet.
- Løs opgaver der giver XP, penge og belønninger eller konstruér dine egne unikke opgaver til dine venner og bliv belønnet med dekorative ting til dit hus efterhånden som de løser dem.
- Dekorer den åbne verden med midlertidige dekoration til hjælp for rollespil eller events.
- Saml DNA og Enzymer fra dyr og planter så du kan konstruere dine egne dyr til at ride på eller til brug i kamp, eller sælg dem til andre spillere.
- Konstruer ting til eget brug eller til at sælge til andre spillere. Saml dine egne ressourcer eller handl med andre spillere for at få adgang til bedre ressourcer.
- Deltag i krigen som Rebel, Imperiel soldat eller Freelancer der kæmper på begge sider. Vær med til at forsvare regioner nær din hjemby der er i fare for at blive overrendt af fjenden eller vær med til at invadere én af de tre storbyer; Keren, Dearic eller Bestine. Slå dine fjender i PVP kampzonerne for ekstra belønninger.
- Hop ind i dit skib og besøg en af de mange sektorer i rummet, for eksempel Ord Mantell.
- Overfald konvoj skibe eller hjælp din fraktions piloter med at nedkæmpe Stardestroyere og frigatter og bliv belønnet med unikke ting du kan bruge i dit skib eller sælge til andre spillere.

## Racer
- Bothan
- Menneske
- Ithorian
- Mon Calamari
- Sullustan
- Trandoshan
- Twi'lek
- Rodian
- Wookiee
- Zabrak

## Klasser
- Jedi
- Bounty Hunter (Dusørjæger)
- Smuggler (Smugler)
- Spy (Spion)
- Commando (Kommandosoldat)
- Officer (Officer/Betjent)
- Medic (Læge)
- Entertainer (Underholder)
- Trader – Delt op i 4 grupper – Domestic, Structures (bygninger), Munitions (ammunition) og Engineering (ingeniør). (Forretningsmand?)